# The Beautiful Babies
The Beautiful Babies was een Belgische melodische rockgroep die in 1992 een zilveren medaille behaalde tijdens Humo's Rock Rally.
De band ontstond uit The Wild Bunch, een band die in 1989 de single 'the only one' uitbracht. Deze single werd geproduceerd door Kloot Per W.
Met het geld dat werd gewonnen tijdens de rock-rally, werd een eerste EP (Burn fire burn) opgenomen, waarna een tournee werd gehouden langs een aantal kleinere zalen.
De band kreeg vervolgens een contract bij EMI, en het volwaardige debuutalbum Serenade werd geproduceerd door Martin Rushent. Het poppy album kreeg wat minder aandacht omdat het werd uitgebracht op het ogenblik dat grunge net volledig doorbrak.
Na het album werd het stil rond de band, tot in 1996 de single She's So Easy werd uitgebracht. Bij Rowyna Records verscheen in 1997 het tweede en laatste album "The Return of Telly Savalas".

## Discografie
- Burn fire burn (EP)
- Serenade
- The return of Telly Savalas